# Penny Tai
Penny Tai (traditionell kinesiska: 戴佩妮; pinyin: Dài Peìní), född 22 april 1978, är en malaysisk sångare, låtskrivare, producent och regissör. Sedan debuten 2000 har hon bland annat vunnit fem Golden Melody Awards.

## Diskografi

### Solo
- Penny (1 februari 2000)
- How's That? (怎樣) (22 januari 2001)
- Just Sing It (13 april 2002)
- No Penny, No Gain (24 mars 2003)
- So Penny (9 februari 2004)
- Crazy Love (愛瘋了) (31 mars 2005)
- iPenny (6 oktober 2006)
- Forgive Me For Being The Girl I Am (原諒我就是這樣的女生) (16 maj 2009)
- On the Way Home (回家路上) (1 november 2011)
- Unexpected (純屬意外) (27 maj 2013)
- Thief (賊) (13 augusti 2016)
- The Passive Audience (被動的觀眾) (29 juni 2022)

### Med Buddha Jump
- Buddha Jump (佛跳牆) (23 september 2011)
- Show You (給你看) (30 december 2014)
- BJ Shop (BJ肆) (7 november 2019)